# 森日奈美
もしかして
- 森日菜美

ではありませんか？